# Maddogs München
Maddogs München, dříve znám pod názvem EC Hedos München, byl německý klub ledního hokeje, který sídlil v mnichovském městském obvodu Milbertshofen-Am Hart.

## Historie
Založen byl v roce 1970 pod názvem EHC 70 München. V roce 1976 došlo k fúzi s Münchenerem EV. V letech 1982 až 1994 byl oficiální název EC Hedos München. Na přelomu 80. a 90. let hrával nejvyšší německou soutěž. V sezóně 1993/94 získal ligový titul v poslední bundesligové sezóně (od další sezóny DEL). Po této sezóně byl název změněn na Maddogs Mnichov, pro finanční potíže však klub v průběhu sezóny 1994/95 z ligy odstoupil. Pro dluhy ve výši 15 milionů marek byl poté na klub vyhlášen konkurs, což znamenalo definitivní zánik. Klubové barvy byly modrá a bílá.
Své domácí zápasy odehrával v Olympia-Eissportzentrum s kapacitou 6 262 diváků.

## Historické názvy
Zdroj: 
- 1970 – EHC 70 München (Eishockeyclub 70 München)
- 1976 – fúze s Münchener EV ⇒ název nezměněn
- 1982 – EC Hedos München (Eishockeyclub Hedos München)
- 1994 – Maddogs München
- 1995 – zánik

## Získané trofeje
- Meisterschaft / Bundesliga / DEL ( 1× )
  - 1993/94

## Přehled ligové účasti
Zdroj: 
- 1972–1973: Eishockey-Landesliga Bayern (4. ligová úroveň v Německu)
- 1973–1976: Eishockey-Oberliga Süd (3. ligová úroveň v Německu)
- 1976–1980: 2. Eishockey-Bundesliga (2. ligová úroveň v Německu)
- 1980–1981: Eishockey-Bundesliga (1. ligová úroveň v Německu)
- 1981–1982: 2. Eishockey-Bundesliga (2. ligová úroveň v Německu)
- 1983–1984: Eishockey-Landesliga Bayern (6. ligová úroveň v Německu)
- 1984–1985: Eishockey-Bayernliga (5. ligová úroveň v Německu)
- 1985–1986: Eishockey-Regionalliga Süd (4. ligová úroveň v Německu)
- 1986–1987: Eishockey-Oberliga Süd (3. ligová úroveň v Německu)
- 1987–1989: 2. Eishockey-Bundesliga (2. ligová úroveň v Německu)
- 1989–1994: Eishockey-Bundesliga (1. ligová úroveň v Německu)
- 1994–1995: Deutsche Eishockey Liga (1. ligová úroveň v Německu)

## Účast v mezinárodních pohárech
Zdroj: 
Legenda: SP - Spenglerův pohár, EHP - Evropský hokejový pohár, EHL - Evropská hokejová liga, SSix - Super six, IIHFSup - IIHF Superpohár, VC - Victoria Cup, HLMI - Hokejová liga mistrů IIHF, ET - European Trophy, HLM - Hokejová liga mistrů, KP – Kontinentální pohár
- SP 1992 – Základní skupina (3. místo)
- EHP 1994/1995 – Semifinálová skupina G (1. místo)